# Alfredo Ferreira Pereira Felício
Alfredo Ferreira Pereira Felício (São Mamede de Infesta, Matosinhos, 27 de dezembro de 1881 – Rio de Janeiro, 23 de outubro de 1962), terceiro e último Conde de São Mamede, foi um engenheiro agrônomo português, exilado no Sul do Brasil em 1917. Criou a Câmara Portuguesa de Comércio do Rio Grande do Sul, bem como foi Conselheiro e Membro da União dos Criadores Gaúchos, tendo significativa participação no melhoramento do gado bovino no estado.

## Biografia
Com a morte do seu pai em 1905, Alfredo torna-se o 3.º Conde de São Mamede, título nobiliárquico, criado por Dom Luís I de Portugal, em 1869, em favor do seu avô; Rodrigo Pereira Felício, 1.º Conde de São Mamede.
Filho de dois brasileiros; uma cearense, radicada em Londres e de um carioca naturalizado português, seus pais Lydia e José, se conheceram na Europa, aonde viveram a maior parte de suas vidas. Porém, foram diversos fatores que levaram Alfredo a deixar o seu país de origem e imigrar com sua família para o Brasil.
A perda precoce de sua irmã em 1906, bem como de seu pai, em 1905; e principalmente com o fim da Monarquia em Portugal, em 1910; tudo isso foi fator determinante e contribuiu para deixarem Portugal em busca de reconstruir uma nova vida.
No ano de 1907, em 8 de junho, casou-se, em uma grandiosa cerimônia, em Lisboa, com Fernanda Lobo d'Ávila Vasconcelos da Graça, uma jovem também pertencente à aristocracia portuguesa.
Mas foi somente dez anos depois, em 1917, que o casal muda-se com a sua filha Helena, com 8 anos de idade, definitivamente para o Brasil.
Usou o seu título de Conde, com a autorização do então ex-rei, Dom Manuel II de Portugal para facilitar a sua saída do país.
No Brasil, Alfredo logo adquire terras no estado do Rio Grande do Sul e durante o período de construção de sua sede, inicialmente a família passa a morar no Castelo de Pedras Altas, com a irmã de Alfredo, Lydia Pereira Felício de São Mamede, casada com Joaquim Francisco de Assis Brasil, seu cunhado e amigo, idealizador da granja e do castelo.
Neste mesmo ano, nasce em Pelotas a sua segunda filha, Maria Luisa Graça Felício de São Mamede.
Com o seu palacete construído na chamada Granja Santa Tecla, no município de Capão do Leão, o conde torna-se um dos principais criadores de gado da raça Devon da região. Procurou, em sua criação bovina, buscar sempre o constante melhoramento e desenvolvimento da raça. Seus exemplares foram premiados em diversas exposições agropecuárias, tanto no estado do Rio Grande do Sul quanto no Rio de Janeiro, cidade com que o Conde possuía bastante vínculo.
No final da década de 30, a família vende a granja Santa Tecla e muda-se para a capital fluminense. No entanto, o Conde desempenhou uma atuação de destaque em diversas frentes enquanto morou no Sul do Brasil. Alfredo foi membro-acionista da Companhia Frigorífica do Rio Grande, conselheiro e membro da União dos Criadores Gaúchos, assim como também presidente da Comissão Pró-Pátria Portuguesa de Pelotas e fundador da Câmara Portuguesa de Comércio do Rio Grande do Sul.
Na época em que ainda morava em Portugal, com o fim da Monarquia no ano de 1910 e instauração da República, Alfredo fez parte do movimento conhecido como as “Incursões Monárquicas de Vinhais e Chaves”.
As incursões monárquicas foram um levante de “invasão” em algumas regiões, por um grupo de pessoas determinadas a restaurar a Monarquia em Portugal, durante a fase da primeira República. Esses levantes ocorreram em 1911 e 1912, respectivamente.
Embora não houvessem obtido êxito, de certa forma foi uma maneira de grandes grupos ligados à monarquia serem fiéis e agradecidos à família real, que tanto tinha interesse em voltar ao poder, do mesmo modo que os detentores de títulos de nobreza, como era o caso do Conde de São Mamede e diversos outros, também desejavam que a situação fosse revertida. Foi um período bastante conturbado de transição, que culminou no exílio do Conde e sua família para o Brasil.
Alfredo Ferreira Pereira Felício veio a falecer na cidade em que seu avô, Rodrigo Pereira Felício, havia prosperado como banqueiro, e também cidade em que seu pai, José Ferreira Pereira Felício, havia nascido, no Rio de Janeiro, com 80 anos de idade, no ano de 1962. Ano em que o último Conde de São Mamede morre, encerrando junto a ele mais um capítulo da história da monarquia luso-brasileira.